# Stilbon Planitia
La Stilbon Planitia è una struttura geologica della superficie di Mercurio.